# Bréau-et-Salagosse
Bréau-et-Salagosse korábbi [[Franciaország községei|község] Franciaországban, Gard megyében. Lakosainak száma 458 fő (2018. január 1.). Bréau-et-Salagosse Arphy, Aulas, Aumessas, Avèze, Bez-et-Esparon, Dourbies, Mars és Molières-Cavaillac községekkel határos.
2019. január 1-jén Mars korábbi községgel egyesült és az így létrejött Bréau-Mars új község része lett.

## Népesség
A település népességének változása:
| Lakosok száma | 414  | 417  | 444  | 440  | 458  |
|               | 2013 | 2015 | 2016 | 2017 | 2018 |